# Stefan Pohl
Stefan Pohl (Merseburgo, Alemania, 10 de abril de 1978) es un nadador retirado especializado en pruebas de estilo libre. Fue campeón de Europa en la prueba de 4x200 metros libres en el Campeonato Europeo de Natación de 1999.
Representó a Alemania en los Juegos Olímpicos de Sídney 2000.

## Palmarés internacional
| Campeonato Europeo de Natación | Campeonato Europeo de Natación | Campeonato Europeo de Natación | Campeonato Europeo de Natación |
| Año                            | Lugar                          | Medalla                        | Prueba                         |
| ------------------------------ | ------------------------------ | ------------------------------ | ------------------------------ |
| 1997                           | Sevilla (España)               | Medalla de bronce              | 4 × 200 m libre                |
| 1999                           | Estambul (Turquía)             | Medalla de oro                 | 4 × 200 m libres               |
| 2000                           | Helsinki (Finlandia)           | Medalla de plata               | 4 × 200 m libres               |
| 2002                           | Berlín (Alemania)              | Medalla de plata               | 4 × 200 m libres               |